# Benoy Bose
Benoy Bose (właś. Benoy Bose Kumar) (ur. 25 listopada 1929) – indyjski pięściarz, uczestnik Igrzysk Olimpijskich w 1948 w Londynie i Igrzysk Olimpijskich w 1952 w Helsinkach. Na igrzyskach w Londynie wziął udział w turnieju w wadze piórkowej. W pierwszej rundzie przegrał z Argentyńczykiem Francisco Núñezem. Na igrzyskach w Helsinkach wziął udział w turnieju w tej samej wadze. W pierwszej rundzie przegrał z Edsonem Brownem reprezentującym Stany Zjednoczone.